# Baza 21
Baza 21 je bil kompleks barak v Kočevskem Rogu, v katerem je do kapitulacije Italije deloval Glavni štab Narodnoosvobodilne vojske in partizanskih odredov Slovenije. 
Po vrnitvi iz Polhograjskih dolomitov, kamor se je po veliki italijanski ofenzivi poleti 1942 (imenovani tudi roška ofenziva) umaknilo vodstvo partizanskega narodnoosvobodilnega gibanja, so tik pod Kraguljim vrhom ustanovili še eno vojaško bazo. Kompleks so poimenovali Baza 21, z njo pa so partizani razbremenili Bazo 20, ki je do takrat služila kot osrednja vojaška baza na Kočevskem. V Bazi 21 se je nahajal Glavni štab NOV in POS med 17. aprilom in 8. septembrom 1943. 